# Arthroleptis nimbaensis
Arthroleptis nimbaensis es una especie de anfibios de la familia Arthroleptidae.
Es endémica de Guinea.
Sus hábitats naturales son bosques tropicales o subtropicales secos y a baja altitud, montanos secos tropicales o subtropicales y praderas subtropicales o tropicales a gran altitud.
Está amenazada de extinción por la pérdida de su hábitat natural.